# Авиационные происшествия Аэрофлота 1974 года

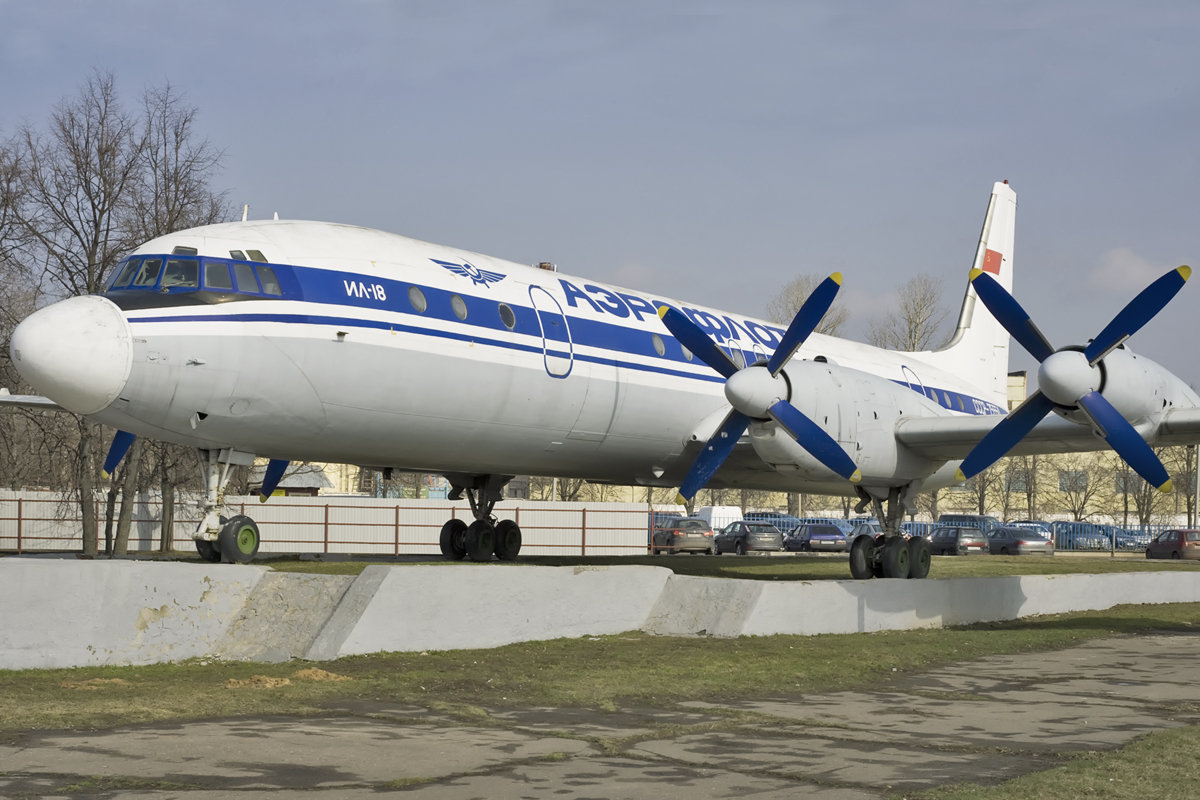
Ил-18В предприятия «Аэрофлот»

Авиационные происшествия и инциденты, включая угоны, произошедшие с воздушными судами Министерства гражданской авиации СССР (Аэрофлот) в 1974 году.
В этом году крупнейшая катастрофа с воздушными судами предприятия «Аэрофлот» произошла 27 апреля близ аэропорта Пулково (Ленинград), когда самолёт Ил-18В при выполнении захода на посадку из-за пожара двигателя потерял управление и перевернувшись разбился в поле, в результате чего погибли 109 человек (подробнее…).

## Список
Отмечены происшествия и инциденты, когда воздушное судно было восстановлено.
| Дата                  | Место                                                             | ВС       | Бортовой номер | Управление          | Жертв   | Описание | И      |
| --------------------- | ----------------------------------------------------------------- | -------- | -------------- | ------------------- | ------- | --- | ------ |
| 6 января 1974 года    | Мукачево                                                          | Ан-24Б   | 46357          | Украинское          | 24/24   | Сваливание при посадке из-за обледенения (подробнее…) | [ 1 ]  |
| 17 января 1974 года   | Сургут                                                            | Ми-8     | 22491          | Тюменское           | 0/?     | Разбился после отказа обоих двигателей | [ 2 ]  |
| 22 января 1974 года   | Егорлыкский район, совхоз имени Кирова                            | Ан-2     | 33225          | Северо-Кавказское   | 2/2     | Столкновение с землёй при заходе на посадку в СМУ | [ 3 ]  |
| 25 января 1974 года   | Ростов-на-Дону                                                    | Ан-24Б   | 46277          | Приволжское         | 4/4     | После взлёта вошёл в штопор из-за несогласованных действий пилотов | [ 4 ]  |
| 5 февраля 1974 года   | близ Махачкалы                                                    | Ан-2     | 01579          | Северо-Кавказское   | 0/?     | Столкновение с землёй при полёте в СМУ | [ 5 ]  |
| 11 февраля 1974 года  | Даутау, Мугалжарский район, 45 км СВ Эмбы                         | Ми-2     | 20124          | Казахское           | 8/8     | Столкновение с горой в СМУ из-за снижения под безопасную высоту | [ 6 ]  |
| 15 февраля 1974 года  | ЯНАО, 30 км от Газ-Сале                                           | Ми-6А    | 21145          | Тюменское           | 1/11    | Столкновение с землёй после потери высоты из-за ошибок в технике пилотирования | [ 7 ]  |
| 11 марта 1974 года    | близ Краснодара                                                   | Ми-2     | 23867          | Северо-Кавказское   | 0/?     | Разбился после остановки двигателей из-за истощения топлива | [ 8 ]  |
| 22 марта 1974 года    | Победилово, Киров                                                 | Ли-2     | 73960          | Уральское           | 3/9     | Столкновение с землёй после взлёта из-за отказа двигателя и ошибок в пилотировании | [ 9 ]  |
| 6 апреля 1974 года    | Хорезмская область, 11 км ЮВ Хивы                                 | Ми-4     | 36513          | Узбекское           | 8/8     | Упал на землю после отказа гидросистемы продольного управления | [ 10 ] |
| 6 апреля 1974 года    | Усть-Куйга                                                        | Авиа-14П | 52053          | Якутское            | 0/18    | Ошибочная уборка шасси в конце посадки | [ 11 ] |
| 9 апреля 1974 года    | Казань                                                            | Як-40    | 87369          | Приволжское         | 0/29    | Выкатился за пределы ВПП при взлёте с неисправным двигателем из-за дефицита длины полосы | [ 12 ] |
| 15 апреля 1974 года   | Карасуйский район, 45 км Ю Оша                                    | Ми-2     | 15660          | Киргизское          | 1/3     | Столкновение с ЛЭП при заходе на посадку | [ 13 ] |
| 16 апреля 1974 года   | близ Кутаиси                                                      | Ан-2     | 33085          | Грузинское          | 0/?     | Столкновение с горой после потери высоты из-за попадания в нисходящий воздушный поток | [ 14 ] |
| 20 апреля 1974 года   | близ Красноярска                                                  | Ми-6     | 21884          | Красноярское        | 0/?     | Разбился после отказа двигателя | [ 15 ] |
| 26 апреля 1974 года   | близ Кызыла                                                       | Ми-1М    | 17850          | Красноярское        | 0/?     | Упал на землю после разрушения рамы редуктора | [ 16 ] |
| 27 апреля 1974 года   | Шушары, близ Пулкова                                              | Ил-18В   | 75559          | Ленинградское       | 109/109 | Потеря управления при заходе на посадку из-за пожара двигателя (подробнее…) | [ 17 ] |
| 1 мая 1974 года       | Северный Ледовитый океан, СП-22                                   | Ан-12Б   | 12950          | Красноярское        | 1/16    | Упал при взлёте из-за столкновения с торосом | [ 18 ] |
| 2 мая 1974 года       | Ростов-на-Дону                                                    | Як-40    | 87398          | Центральных районов | 1/38    | При взлёте с мокрой грунтовой полосы не успел набрать скорость и выкатился за пределы аэродрома | [ 19 ] |
| 9 мая 1974 года       | близ Ивано-Франковска                                             | Ил-18В   | 75425          | Уральское           | 0/75    | Ошибочная посадка на аэродром сельхозавиации и выкатывание за его пределы | [ 20 ] |
| 11 мая 1974 года      | Кахи                                                              | Ан-2     | 07294          | Азербайджанское     | 8/8     | Столкновение с землёй при заходе на посадку после самовольного вылета; пилот был сильно пьян. (подробнее…) | [ 21 ] |
| 12 мая 1974 года      | Советский район, 7 км СЗ Кичмы                                    | Ан-2     | 07412          | Уральское           | 2/2     | Сваливание и столкновение с землёй в ходе авиационно-химических работ из-за ошибок в пилотировании | [ 22 ] |
| 12 мая 1974 года      | близ Краснодара                                                   | Ми-2     | 23857          | Северо-Кавказское   | 0/?     | Грубая посадка | [ 23 ] |
| 13 мая 1974 года      | Крымская область                                                  | Ан-2     | 23664          | Украинское          | 0/?     | Столкновение с горой из-за спрямления маршрута и снижения под безопасную высоту | [ 24 ] |
| 19 мая 1974 года      | Самаркандская область                                             | Ан-2     | 25487          | Узбекское           | 0/?     | Упал при взлёте с попутным ветром | [ 25 ] |
| 19 мая 1974 года      | близ Ашхабада                                                     | Ми-1Т    | 40321          | Туркменское         | 0/?     | Перехлёст лопастей несущего винта, когда во время полёта вертолёт попал в смерч | [ 26 ] |
| 23 мая 1974 года      | Гореничи, Киево-Святошинский район, 16 км З Киева                 | Як-40    | 87579          | Украинское          | 29/29   | При заходе на посадку разбился на танкодроме из-за отравления экипажа угарным газом | [ 27 ] |
| 24 мая 1974 года      | Синюха, Щучинский район, близ Борового                            | Ан-2П    | 70351          | Казахское           | 15/15   | Столкновение с горой после отклонения от трассы при полёте в СМУ (подробнее…) | [ 28 ] |
| 30 мая 1974 года      | Львовская область                                                 | Ми-2     | 20155          | Украинское          | 0/?     | Столкновение с ЛЭП | [ 29 ] |
| 2 июня 1974 года      | близ Красноярска                                                  | Ми-1     | 68145          | Красноярское        | 0/?     | Разбился из-за ошибок пилота при подборе площадки для посадки | [ 30 ] |
| 9 июня 1974 года      | близ Кишинёва                                                     | Ка-26    | 19487          | Молдавское          | 1/?     | Разбился при самовольном вылете; пилот был пьян. | [ 31 ] |
| 10 июня 1974 года     | Владивосток                                                       | Ан-2     | 49337          | Дальневосточное     | 0/?     | Завалился на левое крыло при рулении по аэродрому с повышенной скоростью | [ 32 ] |
| 13 июня 1974 года     | Нефтеюганск                                                       | Ми-8     | 22450          | Азербайджанское     | 14/19   | Упал после взлёта из-за пожара на борту, вызванного разрушением двигателя (подробнее…) | [ 33 ] |
| 20 июня 1974 года     | близ Кызыла                                                       | Ан-2     | 33162          | Красноярское        | 0/?     | Разбился после отказа двигателя | [ 34 ] |
| 22 июня 1974 года     | Шахта-13, близ Инты                                               | Ми-6     | 21850          | Коми                | 8/10    | При взлёте с грузом на внешней подвеске из-за перегруза стал терять высоту; после сброса груза один из тросов подвески амортизировал вверх, отрубив лопасти хвостового винта, после чего потерявший управление вертолёт упал на землю. | [ 35 ] |
| 24 июня 1974 года     | Южный, Ташкент                                                    | Ил-18Е   | 75405          | Узбекское           | 1/114   | При прерванном взлёте (отказ двигателя) из-за ошибок экипажа выкатился за пределы полосы (подробнее…) | [ 36 ] |
| 27 июня 1974 года     | Пуровский район, 46 км С Тарко-Сале                               | Ми-8     | 22189          | Тюменское           | 3/9     | Врезался в реку Пур и затонул при посадке на острове в СМУ | [ 37 ] |
| 28 июня 1974 года     | Джамбульский район, близ Петровки                                 | Ан-2     | 07401          | Украинское          | 1/2     | При выполнении авиационно-химических работ экипаж стал уклоняться от столкновения с деревьями, когда потерял скорость и упал в лес | [ 38 ] |
| 29 июня 1974 года     | Нижний Карачан, Грибановский район                                | Ан-2М    | 02383          | Центральных районов | 1/1     | Упал в лес при выполнении авиационно-химических работ из-за отказа двигателя | [ 39 ] |
| 4 июля 1974 года      | 17 км СЗ Усинска                                                  | Ан-2     | 92836          | Коми                | 2/2     | Столкновение с деревьями при полёте на малой высоте после самовольного вылета пьяного пилота | [ 40 ] |
| 5 июля 1974 года      | Шуманай                                                           | Ан-2     | 92836          | Коми                | 0/?     | Разбился после отказа двигателя | [ 41 ] |
| 16 июля 1974 года     | Ореховка, Приазовский район                                       | Ка-26    | 19473          | Украинское          | 5/5     | Пожар на борту из-за попадания грозового разряда при пролёте близ ЛЭП | [ 42 ] |
| 18 июля 1974 года     | Мойынкумский район, 2 км З Чиганака                               | Ан-2     | 91788          | Казахское           | 9/10    | Столкновение с землёй при полёте на малой высоте | [ 43 ] |
| 19 июля 1974 года     | Самаркандская область                                             | Ан-2     | 44615          | Узбекское           | 0/?     | Разбился после отказа двигателя и ошибок экипажа в пилотировании | [ 44 ] |
| 27 июля 1974 года     | Пителино                                                          | Ан-2ТП   | 35029          | Сасовское ЛУ ГА     | 3/3     | Потерял управление и вошёл в штопор в тренировочном полёте (подробнее…) | [ 45 ] |
| 31 июля 1974 года     | близ Ставрополя                                                   | Ан-2     | 98233          | Северо-Кавказское   | 0/?     | Столкновение с автомобилем при взлёте с пыльной площадки | [ 46 ] |
| 1 августа 1974 года   | Жигалово                                                          | Ан-2СХ   | 25522          | Восточно-Сибирское  | 0/?     | Разбился при взлёте из-за перегруза | [ 47 ] |
| 6 августа 1974 года   | Чимкентская область                                               | Ан-2Р    | 01362          | Казахское           | 0/?     | Разбился из-за отвлечения пилота от пилотирования | [ 48 ] |
| 6 августа 1974 года   | Внуково, Москва                                                   | Ту-154   | 85020          | Московское          | 0/?     | Грубая посадка из-за рассинхронизации выпуска закрылков; ранее 26 июня 1972 года также была грубая посадка в Симферополе. После данного инцидента было решено борт 85020 больше на гражданские маршруты не выпускать. На сайте Aviation Safety Network указана грубая посадка 1976 года в аэропорту Борисполь (Киев), но есть вероятность, что на самом деле это была перегонка уже не эксплуатируемого самолёта в Киевский ИИ ГА на хранение. | [ 50 ] |
| 10 августа 1974 года  | Батурино, Асиновский район                                        | Ми-1Т    | 10175          | Западно-Сибирское   | 1/3     | Столкновение с деревьями при воздушном хулиганстве (самовольный вылет, манёвры на малой высоте) пьяного пилота | [ 51 ] |
| 10 августа 1974 года  | близ Даугавпилса                                                  | Ми-2     | 20181          | Латвийское          | 0/?     | Столкновение с землёй из-за снижения под безопасную высоту | [ 52 ] |
| 11 августа 1974 года  | Кармакшинский район                                               | Ми-1М    | 14873          | Узбекское           | 2/2     | Разбился в пустыне после остановки двигателя из-за истощения топлива по вине нетрезвого пилота | [ 53 ] |
| 12 августа 1974 года  | близ Орджоникидзе                                                 | Ми-4     | 35279          | Северо-Кавказское   | 0/?     | Сгорел при посадке | [ 54 ] |
| 23 августа 1974 года  | Чаль, Тёмкинский район                                            | Ан-2     | 32183          | Центральных районов | 2/7     | Столкновение с деревьями в ходе авиационно-химических работ из-за отвлечения экипажа на детей в кабине | [ 55 ] |
| 26 августа 1974 года  | Приуральский район, 110 км ЮЗ Воркуты (68°10′ с. ш. 65°53′ в. д.) | Ми-6А    | 21157          | Архангельское       | 6/6     | Столкновение с горой из-за отклонения от маршрута (найден в августе 1981 года) | [ 56 ] |
| 27 августа 1974 года  | близ Аджикабула                                                   | Ми-2     | 15837          | Азербайджанское     | 0/?     | Опрокинулся при посадке | [ 57 ] |
| 28 августа 1974 года  | Нижнеколымский район, близ Андрюшкина                             | Ан-2В    | 04302          | Якутское            | 0/12    | При посадке сложились поплавковые шасси, повреждённые при взлёте | [ 58 ] |
| 28 августа 1974 года  | близ Ургенча                                                      | Ми-1М    | 14889          | Узбекское           | 0/?     | Во время полёта на борту возник пожар | [ 59 ] |
| 30 августа 1974 года  | озеро Онёко, Эвенкийский АО                                       | Ан-2В    | 50588          | Красноярское        | 0/?     | Разбился на поверхности озера из-за ошибок пилота после отказа двигателя | [ 60 ] |
| 31 августа 1974 года  | близ Николаевска-на-Амуре                                         | Ми-4     | 66932          | Дальневосточное     | 0/?     | Разбился, зацепив хвостовым винтом при взлёте землю | [ 61 ] |
| 14 сентября 1974 года | близ Свердловска                                                  | Ан-2П    | 66932          | Уральское           | 0/?     | Столкновение с землёй после попадания в туман | [ 62 ] |
| 17 сентября 1974 года | Киевская область                                                  | Ка-26    | 19309          | Украинское          | 0/?     | Разбился после отказа управления несущими винтами | [ 63 ] |
| 28 сентября 1974 года | Певек                                                             | Ка-26    | 02153          | Магаданское         | 0/?     | Разбился после отказа двигателя | [ 64 ] |
| 29 сентября 1974 года | Новосёловский район, близ Новосёлова                              | Ан-2     | 70953          | Красноярское        | 10/13   | Столкновение с горой после взлёта из-за снижения под безопасную высоту при полёте в СМУ | [ 65 ] |
| 12 октября 1974 года  | близ Тернея                                                       | Ми-2     | 20028          | Дальневосточное     | 0/?     | Разбился после остановки двигателей из-за истощения топлива | [ 66 ] |
| 18 октября 1974 года  | Енисейск                                                          | Ан-12Б   | 11030          | Красноярское        | 1/12    | Столкновение с землёй до ВПП при заходе на посадку в тумане | [ 67 ] |
| 29 октября 1974 года  | близ Пестова                                                      | Ми-1М    | 81545          | Северное            | 0/?     | Разбился из-за ошибок пьяного пилота | [ 68 ] |
| 31 октября 1974 года  | близ Кургана                                                      | Ми-2     | 15760          | Уральское           | 0/?     | Опрокинулся во время перелёта на другое место стоянки в условиях тумана | [ 69 ] |
| 1 ноября 1974 года    | 4,5 км ЮЗ Сургута                                                 | Ан-2     | 70766          | Тюменское           | 14/14   | Столкновение в воздухе (подробнее…) | [ 70 ] |
| 1 ноября 1974 года    | 4,5 км ЮЗ Сургута                                                 | Ми-8Т    | 25686          | 235-й ОАО           | 24/24   | Столкновение в воздухе (подробнее…) | [ 71 ] |
| 5 ноября 1974 года    | Кадала, Чита                                                      | Ту-104Б  | 42501          | Дальневосточное     | 0/?     | При посадке выкатился за ВПП и врезался в насыпь | [ 72 ] |
| 14 ноября 1974 года   | Киев, Жуков Остров                                                | Ил-14М   | 91515          | Украинское          | 6/6     | Пожар в отсеке шасси, приведший к разрушению крыла | [ 73 ] |
| 15 ноября 1974 года   | близ Красноярска                                                  | Ми-2     | 15669          | Красноярское        | 0/?     | Упал на землю при уходе на запасной аэродром | [ 74 ] |
| 17 ноября 1974 года   | близ Кзыл-Орды                                                    | Ми-2     | 15834          | Казахское           | 1/4     | Столкновение с землёй при вынужденной посадке на местности после отказа одного двигателя и падения мощности в другом | [ 75 ] |
| 26 ноября 1974 года   | Тазовский                                                         | Ми-4     | 29068          | Тюменское           | 1/4     | Опрокинулся при взлёте из-за отказа управления от ручки циклического шага ввиду застывания смазки | [ 76 ] |
| 1 декабря 1974 года   | Нижняя Тунгуска, 38 км от Киренска                                | Ми-2     | 20179          | Восточно-Сибирское  | 0/?     | Упал в реку после остановки двигателей из-за забивания примесями топливных фильтров | [ 77 ] |
| 3 декабря 1974 года   | близ Ванавары                                                     | Ми-4А    | 36510          | Красноярское        | 0/?     | Разбился при вынужденной посадке на местности после отказа главного редуктора | [ 78 ] |
| 4 декабря 1974 года   | Иркутск                                                           | Ан-2Р    | 49342          | Восточно-Сибирское  | 13/13   | Столкновение в воздухе (подробнее…) | [ 79 ] |
| 4 декабря 1974 года   | Иркутск                                                           | Ан-12Б   | 12985          | Восточно-Сибирское  | 0/5     | Столкновение в воздухе (подробнее…) | [ 80 ] |
| 8 декабря 1974 года   | Киевская область                                                  | Ан-2     | 05783          | Украинское          | 0/?     | Разбился после остановки двигателей из-за истощения топлива | [ 81 ] |
| 9 декабря 1974 года   | Бидыло, Краснокутский район                                       | Ка-26    | 24070          | Украинское          | 5/7     | Столкновение с ЛЭП при полёте под безопасной высотой | [ 82 ] |
| 9 декабря 1974 года   | близ Киренска                                                     | Ка-26    | 44917          | Восточно-Сибирское  | 0/?     | Потерял управление и упал на землю из-за нарушения центровки после смещения незакреплённого груза | [ 83 ] |
| 14 декабря 1974 года  | Бухара                                                            | Як-40    | 87630          | Таджикское          | 7/19    | При взлёте выкатился за пределы ВПП из-за самостопорения рулей высоты (подробнее…) | [ 84 ] |
| 23 декабря 1974 года  | Горно-Чуйский                                                     | Ми-4     | 66827          | Восточно-Сибирское  | 0/?     | Разбился после отказа двигателя | [ 85 ] |
| 24 декабря 1974 года  | Асиновский район, 13 км от Батурина                               | Ан-2     | 15890          | Западно-Сибирское   | 1/3     | Столкновение с деревьями при вынужденной посадке после отказа двигателя | [ 86 ] |
| 27 декабря 1974 года  | близ Хабаровска                                                   | Ан-2     | 09611          | Дальневосточное     | 0/?     | Разбился из-за перегруза | [ 87 ] |
| 30 декабря 1974 года  | Челкарский район, близ Бозоя                                      | Ан-2     | 40518          | Казахское           | 3/3     | Столкновение с радиорелейной мачтой при заходе на посадку в СМУ | [ 88 ] |